# Umiłowana
Umiłowana (org. Beloved) – powieść Toni Morrison opublikowana w 1987 roku. Była to piąta i jednocześnie najbardziej chwalona powieść autorki. Otrzymała Nagrodę Pulitzera, znalazła się też na liście najważniejszych utworów literackich ostatnich 25 lat, stworzonej przez „The New York Times”. Znalazła się także w finale National Book Award, jednak nagrody tej nie otrzymała, co wzbudziło protest czarnoskórych pisarzy i krytyków, którzy wystosowali list otwarty, podpisany przez 48 autorów (m.in. Mayę Angelou, Amiri Barakę, Johna Edgara Widemana, i Henry'ego Louisa Gatesa Jr.), w którym protestują przeciwko temu, że Morrison nigdy nie otrzymała tej nagrody za żaden ze swoich utworów.
Powieść inspirowana jest losami Margaret Garner, zbiegłej niewolnicy, która zamordowała swoją córkę, chcąc uchronić ją przed ujęciem przez łowców niewolników.
Akcja rozgrywa się w drugiej połowie XIX w. Bohaterką powieści jest Sethe, zbiegła niewolnica, żyjąca w domu nawiedzonym przez ducha jej zamordowanej dwuletniej córki. 
W 1998 roku nakręcono filmową adaptację powieści, pt. Pokochać, główną rolę w filmie zagrała Oprah Winfrey.